# ドローム川
ドローム川（ドロームがわ、フランス語: Drôme、オック語: Droma）は、南東部フランスを流れる110kmの長さの川で、ローヌ川左岸支流である。源流は、ヴァルドローム村付近のアルプス山脈の西部の丘陵地帯。北西に流れ、モンテリマールとヴァランスの間にあるロリオルシュルドローム付近で、ローヌ川に流入する。
ドローム川は、以下を県や町を流れる。
- ドローム県（川の名称にちなむ）：ヴァルドローム、リュックアンディオワ、ディー、サイヤン、アレックス、クレスト、ロリオルシュルドローム、リブロンシュルドローム
- アルデシュ県：ルプーザン

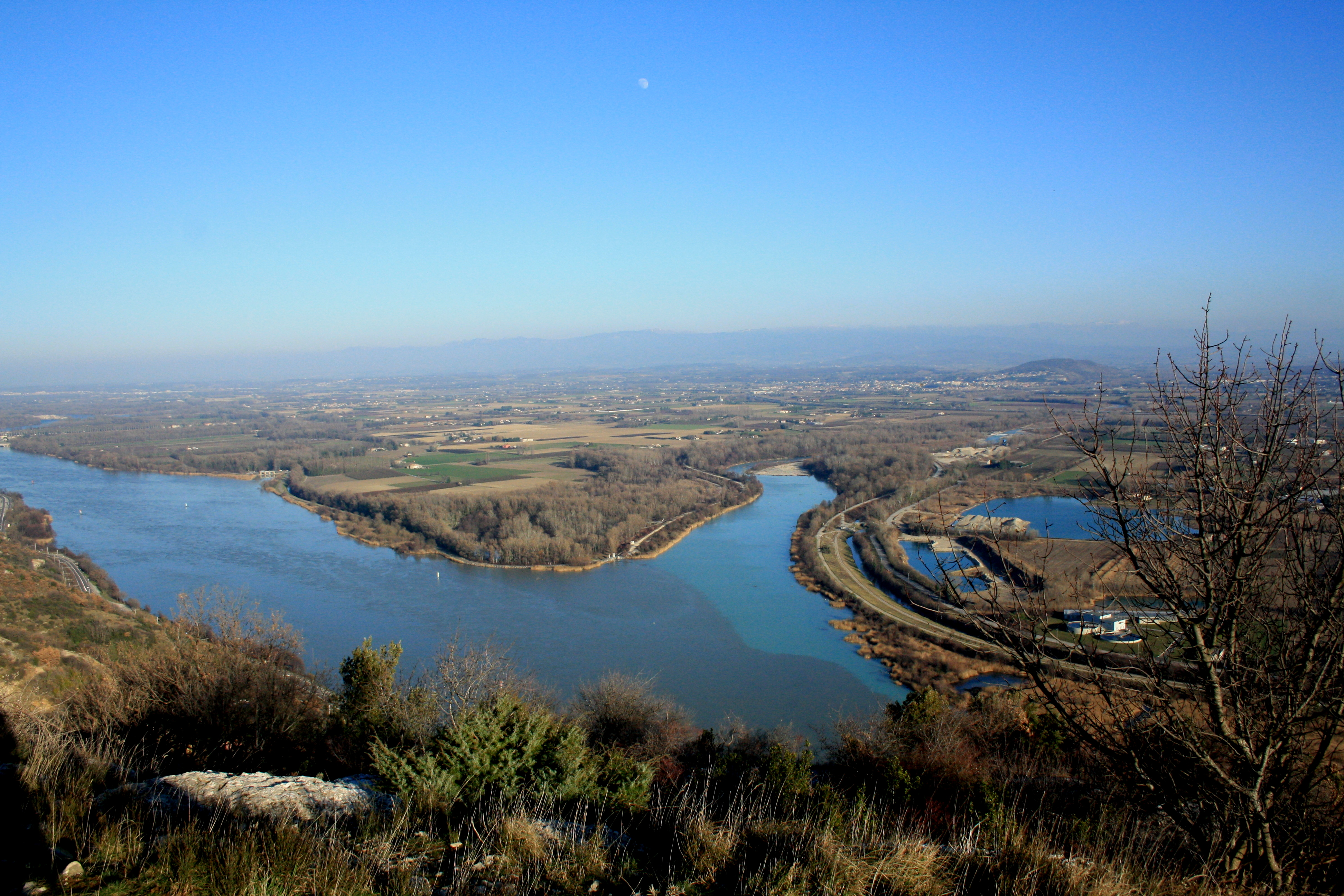
アルデシュ県ルプーザンでのローヌ川との合流地点